# Santa María
Santa María là một khu tự quản thuộc tỉnh Nueva Segovia, Nicaragua. Khu tự quản Santa María có diện tích 158 ki lô mét vuông. Đến thời điểm năm 2005, huyện Santa María có dân số 4404 người.